# Liste von Terroranschlägen im Jahr 2010
Die Liste von Terroranschlägen im Jahr 2010 enthält eine unvollständige Auswahl von Terroranschlägen, die im Jahr 2010 passierten. Attentate werden gesondert in der Liste bekannter Attentate behandelt. Die Liste von Sprengstoffanschlägen listet auch nichtterroristische Anschläge. Die Liste von Flugzeugentführungen enthält eine Liste mit meist terroristischem Hintergrund. Im Artikel Rechtsterrorismus werden weitere terroristische Anschläge aufgezählt.

## Erläuterung
In der Spalte Politische Ausrichtung ist die politische bzw. weltanschauliche Einordnung der Täter angegeben: faschistisch, rassistisch, nationalistisch, nationalsozialistisch, sozialistisch, kommunistisch, antiimperialistisch, islamistisch (schiitisch, sunnitisch, deobandisch, salafistisch, wahhabitisch), hinduistisch. Bei vorrangig auf staatliche Unabhängigkeit oder Autonomie zielender Ausrichtung ist autonomistisch vorangestellt, gefolgt von der Region oder der Volksgruppe und ggf. weiteren Merkmalen der Täter: armenisch, irisch (katholisch), kurdisch, tirolisch, tschetschenisch, dagestanisch, punjabisch (sikhistisch), palästinensisch.
Die Opferzahlen der Anschläge werden farbig dargestellt:

Die Zahl bei den Anschlägen getöteter/verletzter Täter ist in Klammern ( ) gesetzt.

## Januar
| Datum/Beginn    | Betroffenes Land | Anschlag                     | Täter                       | Politische Ausrichtung                    | Mittel | Ziel | Tote    | Verletzte | Hintergrund                         |
| --------------- | ---------------- | ---------------------------- | --------------------------- | ----------------------------------------- | --- | --- | ------- | --------- | ----------------------------------- |
| 01. Januar 2010 | Pakistan         | Anschlag in Shah Hassan Khel | vermutlich TTP              | deobandisch, islamisch-fundamentalistisch | Selbstmordattentäter mit Autobombe                                                                                        | Volleyballspiel, Zivilisten                                                                               | 99 (+1) | 87        | Konflikt in Nordwest-Pakistan       |
| 06. Januar 2010 | Russland         | Anschlag in Machatschkala    |                             |                                           | Selbstmordattentäter mit Autobombe                                                                                        | Polizeihauptquartier                                                                                      | 5 (+1)  | 20        | Russisch-Tschetschenischer Konflikt |
| 14. Januar 2010 | Irak             | Anschlag in Kufa             |                             |                                           | Autobombe, 2 Sprengsätze                                                                                                  | Moschee, Markt                                                                                            | 15      | 80        | Irakischer Widerstand               |
| 18. Januar 2010 | Afghanistan      | Anschlag in Kabul            | vermutlich Haqqani-Netzwerk | deobandisch-fundamentalistisch            | Sprengsatz, Maschinengewehre, Selbstmordattentäter, Schusswaffen, Rakete, Selbstmordattentäter mit Autobombe, Geiselnahme | Präsidentenpalast, Justizministerium, Einkaufszentren, Kino, Zentralbank, Bildungsministerium, Zivilisten | 6 (+7)  | 71        | Krieg in Afghanistan                |
| 25. Januar 2010 | Irak             | Anschlag in Bagdad           |                             |                                           | 3 Selbstmordattentäter mit Autobomben, Schusswaffen                                                                       | Hotels | 36 (+3) | 80        | Irakischer Widerstand               |
| 26. Januar 2010 | Irak             | Anschlag in Bagdad           |                             |                                           | Selbstmordattentäter mit Autobombe                                                                                        | Regierungsgebäude                                                                                         | 17 (+1) | 80        | Irakischer Widerstand               |

## Februar
| Datum/Beginn     | Betroffenes Land             | Anschlag                       | Täter                            | Politische Ausrichtung                                                    | Mittel                                               | Ziel                                  | Tote    | Verletzte | Hintergrund                   |
| ---------------- | ---------------------------- | ------------------------------ | -------------------------------- | ------------------------------------------------------------------------- | ---------------------------------------------------- | ------------------------------------- | ------- | --------- | ----------------------------- |
| 01. Februar 2010 | Irak                         | Anschlag in Kerbela            | vermutlich Islamic State of Iraq | salafistisch, wahhabitisch                                                | Selbstmordattentäterin                               | Schiitische Pilger                    | 41 (+1) | 106       | Irakischer Widerstand         |
| 02. Februar 2010 | Demokratische Republik Kongo | Anschlag in Orientale          | vermutlich LRA                   | christlich                                                                | Brandstiftung, Entführung                            | Dorf                                  | 74+     | 0         | LRA-Konflikt                  |
| 03. Februar 2010 | Irak                         | Anschlag in Kerbela            |                                  |                                                                           | Haftbombe                                            | Militärfahrzeug, Schiitische Pilger   | 6       | 25        | Irakischer Widerstand         |
| 05. Februar 2010 | Irak                         | Anschlag in Kerbela            | vermutlich Islamic State of Iraq | salafistisch, wahhabitisch                                                | 2 Autobomben                                         | Schiitische Pilger                    | 41      | 140       | Irakischer Widerstand         |
| 05. Februar 2010 | Afghanistan                  | Anschlag in Helmand            |                                  |                                                                           | Autobombe                                            | Zivilisten                            | 3       | 31        | Krieg in Afghanistan          |
| 05. Februar 2010 | Pakistan                     | Anschlag in Karatschi          | vermutlich Jundallah             | sunnitisch-islamistisch, salafistisch                                     | Sprengsatz, Autobombe                                | Markt                                 | 25      | 69        | Konflikt in Nordwest-Pakistan |
| 11. Februar 2010 | Pakistan                     | Anschlag in Bannu              | TTP                              | deobandisch, islamisch-fundamentalistisch                                 | 2 Selbstmordattentäter, einer mit Autobombe          | Polizeieinrichtung                    | 15 (+2) | 20        | Konflikt in Nordwest-Pakistan |
| 12. Februar 2010 | Irak                         | Anschlag in Kufa               |                                  |                                                                           | 3 Sprengsätze                                        | Schiitische Pilger                    | 6       | 35        | Irakischer Widerstand         |
| 13. Februar 2010 | Indien                       | Anschlag in Pune               |                                  |                                                                           | Sprengsatz                                           | Deutsche Bäckerei                     | 16      | 60        |                               |
| 15. Februar 2010 | Eritrea                      | Anschlag in Asmara             | vermutlich RSADO                 |                                                                           |                                                      | Militärlager                          | 17      | 20        |                               |
| 15. Februar 2010 | Indien                       | Anschlag in Westbengalen       | CPI                              | kommunistisch, marxistisch-leninistisch-maoistisch, links-nationalistisch | Schusswaffen, Brandstiftung                          | Polizeilager                          | 24      | 7         | Naxalitenaufstand             |
| 17. Februar 2010 | Indien                       | Anschlag in Bihar              | vermutlich CPI                   | kommunistisch, marxistisch-leninistisch-maoistisch, links-nationalistisch | Schusswaffen, Brandstiftung, Sprengstoff             | Dorf                                  | 11      | 20        | Naxalitenaufstand             |
| 18. Februar 2010 | Pakistan                     | Anschlag in Khyber Pakhtunkhwa | vermutlich Ansar ul-Islam        | islamistisch                                                              | Selbstmordattentäter                                 | Markt                                 | 30 (+1) | 100+      | Konflikt in Nordwest-Pakistan |
| 18. Februar 2010 | Pakistan                     | Anschlag in Khyber Pakhtunkhwa |                                  |                                                                           | Sprengstoff                                          | Moschee                               | 28 (+1) | 50        | Konflikt in Nordwest-Pakistan |
| 18. Februar 2010 | Pakistan                     | Anschlag in Khyber Pakhtunkhwa |                                  |                                                                           | Sprengstoff                                          | Zivilisten                            | 11      | 50        | Konflikt in Nordwest-Pakistan |
| 19. Februar 2010 | Ruanda                       | Anschlag in Kigali             | vermutlich Interahamwe           | rechtsextremistisch                                                       | Granaten                                             | Restaurant, Geschäftszentrum, Bahnhof | 3       | 30        |                               |
| 26. Februar 2010 | Afghanistan                  | Anschlag in Kabul              | vermutlich Haqqani-Netzwerk      | deobandisch-fundamentalistisch                                            | 4 Selbstmordattentäter, Autobombe, Granaten, Gewehre | Einkaufszentrum                       | 17 (+4) | 32        | Krieg in Afghanistan          |
| 27. Februar 2010 | Philippinen                  | Anschlag in Tuburan            |                                  |                                                                           | Automatische Schusswaffen, Brandstiftung             | Dorf                                  | 11      | 20        | Moro-Konflikt                 |
| 28. Februar 2010 | Afghanistan                  | Anschlag in Helmand            | vermutlich Taliban               | deobandisch-fundamentalistisch, paschtunisch, islamistisch                | Sprengsatz                                           | Fahrzeug                              | 12      | 22        | Krieg in Afghanistan          |

## März
| Datum/Beginn  | Betroffenes Land             | Anschlag                       | Täter                            | Politische Ausrichtung                                     | Mittel                                                      | Ziel                                           | Tote    | Verletzte | Hintergrund                         |
| ------------- | ---------------------------- | ------------------------------ | -------------------------------- | ---------------------------------------------------------- | ----------------------------------------------------------- | ---------------------------------------------- | ------- | --------- | ----------------------------------- |
| 03. März 2010 | Irak                         | Anschlag in Baquba             | ISI                              | salafistisch, wahhabitisch                                 | 2 Selbstmordattentäter mit Autobomben, Selbstmordattentäter | Krankenhaus, Regierungsgebäude, Polizeigebäude | 33 (+3) | 55        | Irakischer Widerstand               |
| 04. März 2010 | Irak                         | Anschlag in Bagdad             |                                  |                                                            | Rakete                                                      | Wahllokal                                      | 5       | 22        | Irakischer Widerstand               |
| 05. März 2010 | Pakistan                     | Anschlag in Khyber Pakhtunkhwa |                                  |                                                            | Selbstmordattentäter                                        | Schiitische Zivilisten                         | 12 (+1) | 30        | Konflikt in Nordwest-Pakistan       |
| 06. März 2010 | Irak                         | Anschlag in Kufa               |                                  |                                                            | Autobombe                                                   | Schiitische Pilger                             | 3       | 54        | Irakischer Widerstand               |
| 07. März 2010 | Irak                         | Anschlag in Mossul             |                                  |                                                            |                                                             | Wahllokale                                     | 1       | 36        | Irakischer Widerstand               |
| 07. März 2010 | Irak                         | Anschlag in Bagdad             |                                  |                                                            | Mörser                                                      | Wohngebäude, Zivilisten                        | 25      | 19        | Irakischer Widerstand               |
| 08. März 2010 | Pakistan                     | Anschlag in Lahore             | vermutlich TTP                   | deobandisch, islamisch-fundamentalistisch                  | Selbstmordattentäter mit Autobombe                          | Polizeigebäude                                 | 13 (+1) | 113       | Konflikt in Nordwest-Pakistan       |
| 12. März 2010 | Pakistan                     | Anschlag in Lahore             |                                  |                                                            | 2 Selbstmordattentäter                                      | Armeepatrouille                                | 45 (+2) | 100       | Konflikt in Nordwest-Pakistan       |
| 13. März 2010 | Afghanistan                  | Anschlag in Kandahar           | Taliban                          | deobandisch-fundamentalistisch, paschtunisch, islamistisch | 4 Selbstmordattentäter, 2 Autobomben, Sprengsatz            | Gefängnis, Moschee, Bushaltestelle             | 43 (+4) | 79        | Krieg in Afghanistan                |
| 21. März 2010 | Zentralafrikanische Republik | Anschlag in Mbomou             | vermutlich LRA                   | christlich                                                 | Entführung                                                  | Zivilisten                                     | 10      | 22        | LRA-Konflikt                        |
| 24. März 2010 | Kolumbien                    | Anschlag in Buenaventura       |                                  |                                                            | Autobombe                                                   | Regierungsgebäude                              | 9       | 51        | Bewaffneter Konflikt in Kolumbien   |
| 26. März 2010 | Irak                         | Anschlag in Diyala             | vermutlich Islamic State of Iraq | salafistisch, wahhabitisch                                 | Selbstmordattentäter, Autobombe                             | Zivilisten                                     | 59 (+1) | 73        | Irakischer Widerstand               |
| 29. März 2010 | Russland                     | Anschlag in Moskau             | Kaukasus-Emirat                  | autonomistisch-tschetschenisch, islamistisch               | 2 Selbstmordattentäterinnen                                 | Verkehr                                        | 40      | 102       | Russisch-Tschetschenischer Konflikt |
| 29. März 2010 | Irak                         | Anschlag in Kerbela            |                                  |                                                            | Autobombe                                                   | Restaurant, Kontrollpunkt                      | 5       | 61        | Irakischer Widerstand               |
| 31. März 2010 | Russland                     | Anschlag in Kisljar            |                                  |                                                            | 2 Selbstmordattentäter, einer mit Autobombe                 | Innenministerium, Zivilisten                   | 12 (+2) | 37        | Russisch-Tschetschenischer Konflikt |
| 31. März 2010 | Afghanistan                  | Anschlag in Helmand            |                                  |                                                            | Sprengsatz                                                  | Zivilisten                                     | 13      | 45        | Krieg in Afghanistan                |

## April
| Datum/Beginn   | Betroffenes Land | Anschlag                       | Täter                        | Politische Ausrichtung                                                                      | Mittel                                       | Ziel                                                                               | Tote    | Verletzte | Hintergrund                     |
| -------------- | ---------------- | ------------------------------ | ---------------------------- | ------------------------------------------------------------------------------------------- | -------------------------------------------- | ---------------------------------------------------------------------------------- | ------- | --------- | ------------------------------- |
| 04. April 2010 | Irak             | Anschlag in Bagdad             |                              |                                                                                             | 3 Selbstmordattentäter mit Autobomben        | Iranische Botschaft, Ägyptisches Konsulat, Deutsche Botschaft, Spanische Botschaft | 27 (+3) | 200+      | Irakischer Widerstand           |
| 05. April 2010 | Pakistan         | Anschlag in Khyber Pakhtunkhwa |                              |                                                                                             | Selbstmordattentäter                         | Parteitreffen                                                                      | 45 (+1) | 100+      | Konflikt in Nordwest-Pakistan   |
| 05. April 2010 | Pakistan         | Anschlag in Peschawar          | TTP                          | deobandisch, islamisch-fundamentalistisch                                                   | Autobombe, Schusswaffen, Artillerie          | US-Konsulat                                                                        | 3 (+4)  | 21        | Konflikt in Nordwest-Pakistan   |
| 06. April 2010 | Irak             | Anschlag in Bagdad             |                              |                                                                                             | Sprengsätze, Selbstmordattentäter, Autobombe | Flüchtlingslager, Regierungsgebäude, Wohnviertel, Wohngebäude                      | 36      | 140       | Irakischer Widerstand           |
| 06. April 2010 | Indien           | Anschlag in Chhattisgarh       | CPI                          | kommunistisch, marxistisch-leninistisch-maoistisch, links-nationalistisch                   | Schusswaffen, Landmine                       | Polizeifahrzeug                                                                    | 74 (+8) | 0         | Naxalitenaufstand               |
| 12. April 2010 | Somalia          | Anschlag in Mogadischu         |                              |                                                                                             | Mörser                                       | Flughafen Mogadischu, Militärzeremonie                                             | 20      | 30        | Somalischer Bürgerkrieg         |
| 12. April 2010 | Irak             | Anschlag in Mossul             |                              |                                                                                             | Selbstmordattentäter mit Autobombe           | Polizeistreife                                                                     | 1 (+1)  | 22        | Irakischer Widerstand           |
| 15. April 2010 | Myanmar          | Anschlag in Rangun             |                              |                                                                                             | 3 Granaten                                   | Zivilisten                                                                         | 9       | 62        | Bewaffnete Konflikte in Myanmar |
| 16. April 2010 | Pakistan         | Anschlag in Quetta             | vermutlich Lashkar-e-Jhangvi | deobandisch-fundamentalistisch, salafistisch                                                | Selbstmordattentäter                         | Zivilisten                                                                         | 8 (+1)  | 35        | Konflikt in Nordwest-Pakistan   |
| 17. April 2010 | Pakistan         | Anschlag in Kohat              | Lashkar-e-Jhangvi            | deobandisch-fundamentalistisch, salafistisch                                                | 2 Selbstmordattentäter                       | Flüchtlingslager                                                                   | 41 (+2) | 64        | Konflikt in Nordwest-Pakistan   |
| 19. April 2010 | Pakistan         | Anschlag in Peschawar          |                              |                                                                                             | Selbstmordattentäter                         | Zivilisten                                                                         | 25 (+1) | 30        | Konflikt in Nordwest-Pakistan   |
| 22. April 2010 | Thailand         | Anschlag in Bangkok            |                              |                                                                                             | Granaten                                     | Hotel, Hochbahnhof, Bankgebäude, Demonstranten                                     | 0       | 27        |                                 |
| 23. April 2010 | Irak             | Anschlag in Bagdad             | vermutlich al-Qaida im Irak  | salafistisch, wahhabitisch, panislamisch, antikommunistisch, antizionistisch, antisemitisch | 3 Autobomben                                 | Moscheen                                                                           | 9       | 25        | Irakischer Widerstand           |
| 23. April 2010 | Irak             | Anschlag in Bagdad             | vermutlich al-Qaida im Irak  | salafistisch, wahhabitisch, panislamisch, antikommunistisch, antizionistisch, antisemitisch | 2 Autobomben                                 | Regierungsgebäude, Markt, Zivilisten                                               | 39      | 56        | Irakischer Widerstand           |
| 25. April 2010 | Äthiopien        | Anschlag in Oromia             |                              |                                                                                             | Sprengsatz                                   | Café                                                                               | 5       | 20        |                                 |
| 29. April 2010 | Irak             | Anschlag in Bagdad             |                              |                                                                                             | Autobombe                                    | Sprituosenladen                                                                    | 8       | 20        | Irakischer Widerstand           |

## Mai
| Datum/Beginn | Betroffenes Land | Anschlag                  | Täter                       | Politische Ausrichtung                                                                      | Mittel                                                                      | Ziel                                                | Tote    | Verletzte | Hintergrund                         |
| ------------ | ---------------- | ------------------------- | --------------------------- | ------------------------------------------------------------------------------------------- | --------------------------------------------------------------------------- | --------------------------------------------------- | ------- | --------- | ----------------------------------- |
| 01. Mai 2010 | USA              | Anschlag in New York City | Faisal Shazad               | islamistisch                                                                                | Autobombe                                                                   | Verkehr                                             | 0       | 0         |                                     |
| 01. Mai 2010 | Russland         | Anschlag in Naltschik     | Kaukasus-Emirat             | autonomistisch-tschetschenisch, salafistisch, islamisch-fundamentalistisch                  | Sprengsatz                                                                  | Pferderennbahn                                      | 1       | 29        | Russisch-Tschetschenischer Konflikt |
| 02. Mai 2010 | Irak             | Anschlag in Mossul        |                             |                                                                                             | Autobombe, Sprengsatz                                                       | Busse, Christliche Studenten                        | 2       | 75        | Irakischer Widerstand               |
| 04. Mai 2010 | Afghanistan      | Anschlag in Kabul         | vermutlich Taliban          | deobandisch-fundamentalistisch, paschtunisch, islamistisch                                  | Giftgas                                                                     | Mädchenschule                                       | 0       | 25        | Krieg in Afghanistan                |
| 10. Mai 2010 | Irak             | Anschlag in Basra         |                             |                                                                                             | 3 Autobomben                                                                | Märkte, Tankstelle, Zivilisten                      | 24      | 223+      | Irakischer Widerstand               |
| 10. Mai 2010 | Irak             | Anschlag in Hilla         | vermutlich al-Qaida im Irak | salafistisch, wahhabitisch, panislamisch, antikommunistisch, antizionistisch, antisemitisch | 2 Autobomben                                                                | Textilfabrik, Arbeiter, eintreffende Rettungskräfte | 43      | 157       | Irakischer Widerstand               |
| 10. Mai 2010 | Irak             | Anschlag in Wasit         |                             |                                                                                             | Autobombe, Sprengsatz                                                       | Markt                                               | 8       | 40        | Irakischer Widerstand               |
| 11. Mai 2010 | Afghanistan      | Anschlag in Kundus        | vermutlich Taliban          | deobandisch-fundamentalistisch, paschtunisch, islamistisch                                  | Giftgas                                                                     | Mädchenschule                                       | 0       | 30        | Krieg in Afghanistan                |
| 12. Mai 2010 | Irak             | Anschlag in Bagdad        |                             |                                                                                             | Sprengsatz                                                                  | Geschäft                                            | 2       | 23        | Irakischer Widerstand               |
| 12. Mai 2010 | Irak             | Anschlag in Bagdad        |                             |                                                                                             | Autobombe                                                                   | Café                                                | 7       | 22        | Irakischer Widerstand               |
| 14. Mai 2010 | Irak             | Anschlag in Tal Afar      |                             |                                                                                             | 3 Selbstmordattentäter, einer mit Autobombe                                 | Fußballspiel                                        | 25 (+2) | 125       | Irakischer Widerstand               |
| 15. Mai 2010 | Ruanda           | Anschlag in Kigali        |                             |                                                                                             | 2 Granaten                                                                  | Bushaltestelle, Markt                               | 2       | 32        |                                     |
| 16. Mai 2010 | Somalia          | Anschlag in Mogadischu    |                             |                                                                                             | Mörser                                                                      | Parlamentsgebäude                                   | 16      | 31        | Somalischer Bürgerkrieg             |
| 17. Mai 2010 | Indien           | Anschlag in Chhattisgarh  | CPI                         | kommunistisch, marxistisch-leninistisch-maoistisch, links-nationalistisch                   | Sprengsatz                                                                  | Bus, Zivilisten, Polizisten                         | 36      | 6         | Naxalitenaufstand                   |
| 18. Mai 2010 | Afghanistan      | Anschlag in Kabul         | Haqqani-Netzwerk            | deobandisch-fundamentalistisch                                                              | Selbstmordattentäter mit Autobombe                                          | NATO-Konvoi                                         | 18 (+1) | 47        | Krieg in Afghanistan                |
| 21. Mai 2010 | Irak             | Anschlag in Diyala        |                             |                                                                                             | Autobombe                                                                   | Markt                                               | 35      | 69        | Irakischer Widerstand               |
| 26. Mai 2010 | Thailand         | Anschlag in Yala          |                             |                                                                                             | 2 Motorradbomben                                                            | Zivilisten                                          | 2       | 28        | Konflikt in Südthailand seit 2004   |
| 27. Mai 2010 | Russland         | Anschlag in Stawropol     |                             |                                                                                             | Sprengsatz                                                                  | Zivilisten                                          | 7       | 46        | Russisch-Tschetschenischer Konflikt |
| 28. Mai 2010 | Pakistan         | Anschlag in Lahore        | TTP                         | deobandisch, islamisch-fundamentalistisch                                                   | 11 Selbstmordattentäter, Granaten, Schusswaffen, Sprengsätze, Motorradbombe | 2 Moscheen, Polizisten                              | 84 (+5) | 120+      | Konflikt in Nordwest-Pakistan       |
| 28. Mai 2010 | Indien           | Anschlag von Manikpara    | Maoisten                    | maoistisch                                                                                  | Sabotage                                                                    | Gleisanlagen, Güterzug, Expresszug                  | 148     | 200+      | Naxalitenaufstand                   |

## Juni
| Datum/Beginn  | Betroffenes Land        | Anschlag                       | Täter                 | Politische Ausrichtung                                                    | Mittel                                | Ziel                       | Tote    | Verletzte | Hintergrund                       |
| ------------- | ----------------------- | ------------------------------ | --------------------- | ------------------------------------------------------------------------- | ------------------------------------- | -------------------------- | ------- | --------- | --------------------------------- |
| 07. Juni 2010 | Irak                    | Anschlag in al-Anbar           |                       |                                                                           | Sprengsätze                           | Wohngebäude                | 2       | 27        | Irakischer Widerstand             |
| 09. Juni 2010 | Afghanistan             | Anschlag in Kandahar           | vermutlich Taliban    | deobandisch-fundamentalistisch, paschtunisch, islamistisch                | Selbstmordattentäter mit Autobombe    | Hochzeitsfeier             | 40 (+1) | 87        | Krieg in Afghanistan              |
| 10. Juni 2010 | Kirgisistan             | Anschlag in Tokmok             |                       |                                                                           | Granate                               | Handelszentrum, Zivilisten | 0       | 4         |                                   |
| 11. Juni 2010 | Afghanistan             | Anschlag in Ghazni             | vermutlich Taliban    | deobandisch-fundamentalistisch, paschtunisch, islamistisch                | Giftgas                               | Mädchenschule              | 0       | 40        | Krieg in Afghanistan              |
| 12. Juni 2010 | Thailand                | Anschlag in Yala               |                       |                                                                           | Sprengsätze                           | Teeladen                   | 2       | 23        | Konflikt in Südthailand seit 2004 |
| 13. Juni 2010 | Kenia                   | Anschlag in Nairobi            |                       |                                                                           | 3 Granaten                            | Zivilisten                 | 6       | 109       |                                   |
| 13. Juni 2010 | Irak                    | Anschlag in Bagdad             | vermutlich ISI        | salafistisch, wahhabitisch                                                | 3 Selbstmordattentäter, Schusswaffen  | Bankgebäude                | 12 (+3) | 40        | Irakischer Widerstand             |
| 17. Juni 2010 | Pakistan                | Anschlag in Khyber Pakhtunkhwa | TTP                   | deobandisch, islamisch-fundamentalistisch                                 | Entführung, Exekution                 | Soldaten                   | 23      | 0         | Konflikt in Nordwest-Pakistan     |
| 18. Juni 2010 | Irak                    | Anschlag in Kirkuk             |                       |                                                                           | Autobombe                             | Regierungsgebäude          | 18      | 61        | Irakischer Widerstand             |
| 18. Juni 2010 | Irak                    | Anschlag in Baquba             |                       |                                                                           | Autobombe                             | Regierungsgebäude          | 0       | 30        | Irakischer Widerstand             |
| 20. Juni 2010 | Irak                    | Anschlag in Bagdad             |                       |                                                                           | 2 Selbstmordattentäter mit Autobomben | Bankgebäude                | 26 (+2) | 53        | Irakischer Widerstand             |
| 20. Juni 2010 | Afghanistan             | Anschlag in Badghis            | vermutlich Taliban    | deobandisch-fundamentalistisch, paschtunisch, islamistisch                | Schusswaffen                          | Dorf                       | 0 (+4)  | 33        | Krieg in Afghanistan              |
| 21. Juni 2010 | Somalia                 | Anschlag in Mogadischu         | vermutlich al-Shabaab | wahhabitisch, islamistisch                                                |                                       | Milizionäre                | 10      | 20        | Somalischer Bürgerkrieg           |
| 27. Juni 2010 | Bosnien und Herzegowina | Anschlag von Bugojno           | vermutlich Wahhabiten | islamistisch, wahhabitisch                                                | Sprengstoff                           | Polizeistation             | 1       | 6         |                                   |
| 29. Juni 2010 | Indien                  | Anschlag in Chhattisgarh       | vermutlich CPI        | kommunistisch, marxistisch-leninistisch-maoistisch, links-nationalistisch | Automatische Schusswaffen             | Polizeistreife             | 26      | 7         | Naxalitenaufstand                 |

## Juli
| Datum/Beginn  | Betroffenes Land | Anschlag                       | Täter                                          | Politische Ausrichtung                                                                      | Mittel                             | Ziel                                | Tote     | Verletzte | Hintergrund                   |
| ------------- | ---------------- | ------------------------------ | ---------------------------------------------- | ------------------------------------------------------------------------------------------- | ---------------------------------- | ----------------------------------- | -------- | --------- | ----------------------------- |
| 01. Juli 2010 | Pakistan         | Anschlag in Lahore             |                                                |                                                                                             | 3 Selbstmordattentäter             | Schrein                             | 41 (+3)  | 175       | Konflikt in Nordwest-Pakistan |
| 04. Juli 2010 | Irak             | Anschlag in Ramadi             |                                                |                                                                                             | Selbstmordattentäterin             | Regierungsgebäude                   | 3 (+1)   | 39        | Irakischer Widerstand         |
| 07. Juli 2010 | Irak             | Anschlag in Bagdad             |                                                |                                                                                             | Selbstmordattentäter, Sprengsatz   | Moschee, Pilger                     | 42 (+1)  | 236       | Irakischer Widerstand         |
| 07. Juli 2010 | Irak             | Anschlag in Bagdad             |                                                |                                                                                             | Sprengsatz                         | Pilger                              | 4        | 46        | Irakischer Widerstand         |
| 08. Juli 2010 | Irak             | Anschlag in Bagdad             |                                                |                                                                                             | Sprengsatz                         | Pilger in Bus                       | 2        | 20        | Irakischer Widerstand         |
| 08. Juli 2010 | Irak             | Anschlag in Bagdad             |                                                |                                                                                             | Sprengsatz                         | Pilger                              | 3        | 21        | Irakischer Widerstand         |
| 08. Juli 2010 | Irak             | Anschlag in Bagdad             |                                                |                                                                                             | Sprengsatz                         | Pilger                              | 4        | 20        | Irakischer Widerstand         |
| 09. Juli 2010 | Pakistan         | Anschlag in Mohmand            | TTP                                            | deobandisch, islamisch-fundamentalistisch                                                   | 2 Selbstmordattentäter             | Regierungsbüros                     | 104 (+2) | 115       | Konflikt in Nordwest-Pakistan |
| 11. Juli 2010 | Uganda           | Anschlag in Kampala            | al-Shabaab                                     | wahhabitisch, islamistisch                                                                  | Sprengsätze                        | Restaurant, Rugby-Club, Fußballfans | 75       | 71        | Somalischer Bürgerkrieg       |
| 11. Juli 2010 | Afghanistan      | Anschlag in Helmand            | vermutlich Taliban                             | deobandisch-fundamentalistisch, paschtunisch, islamistisch                                  | Motorradbombe                      | Markt                               | 0        | 21        | Krieg in Afghanistan          |
| 15. Juli 2010 | Iran             | Anschlag in Zahedan            | Mohammad Rigi, Abdolbasset Rigi (Dschundollah) | salafistisch-dschihadistisch, regierungsfeindlich, belutschisch-nationalistisch             | 2 Selbstmordattentäter             | Moschee, Versammlung                | 28 (+2)  | 300+      |                               |
| 15. Juli 2010 | Pakistan         | Anschlag in Khyber Pakhtunkhwa |                                                |                                                                                             | Sprengsatz                         | Bushaltestelle                      | 5        | 40        | Konflikt in Nordwest-Pakistan |
| 17. Juli 2010 | Jemen            | Anschlag in ʿAmrān             | Huthi                                          | zaiditisch, antiimperialistisch, antizionistisch, antisemitisch                             | Schusswaffen                       | Milizionäre                         | 35 (+34) | 0         | Huthi-Konflikt                |
| 18. Juli 2010 | Irak             | Anschlag in Bagdad             | al-Qaida im Irak                               | salafistisch, wahhabitisch, panislamisch, antikommunistisch, antizionistisch, antisemitisch | Selbstmordattentäter               | Milizionäre                         | 42 (+1)  | 41        | Irakischer Widerstand         |
| 18. Juli 2010 | Afghanistan      | Anschlag in Kabul              | Haqqani-Netzwerk                               | deobandisch-fundamentalistisch                                                              | Selbstmordattentäter auf Motorrad  | Markt                               | 4 (+1)   | 20        | Krieg in Afghanistan          |
| 19. Juli 2010 | Irak             | Anschlag in Baquba             |                                                |                                                                                             | Autobombe                          | Café                                | 7        | 21        | Irakischer Widerstand         |
| 21. Juli 2010 | Irak             | Anschlag nahe Baquba           |                                                |                                                                                             | Autobombe                          | Moschee                             | 30       | 46        | Irakischer Widerstand         |
| 26. Juli 2010 | Irak             | Anschlag in Kerbela            |                                                |                                                                                             | Selbstmordattentäter mit Autobombe | Fernsehsender                       | 6 (+1)   | 20        | Irakischer Widerstand         |
| 26. Juli 2010 | Irak             | Anschlag in Kerbela            |                                                |                                                                                             | 2 Autobomben                       | Kontrollpunkt, Zivilisten           | 50       | 24        | Irakischer Widerstand         |
| 27. Juli 2010 | Irak             | Anschlag in Kerbela            |                                                |                                                                                             | 2 Raketen                          | Schrein                             | 7        | 46        | Irakischer Widerstand         |
| 30. Juli 2010 | Indien           | Anschlag in Assam              | NDFB                                           | autonomistisch, bodo-nationalistisch, marxistisch, sozialistisch                            | Sprengsatz                         | Sicherheitskräfte                   | 5        | 33        | Aufstand im Nordosten Indiens |

## August
| Datum/Beginn    | Betroffenes Land | Anschlag                       | Täter                            | Politische Ausrichtung                                     | Mittel                             | Ziel                                          | Tote    | Verletzte | Hintergrund                         |
| --------------- | ---------------- | ------------------------------ | -------------------------------- | ---------------------------------------------------------- | ---------------------------------- | --------------------------------------------- | ------- | --------- | ----------------------------------- |
| 03. August 2010 | Irak             | Anschlag in Wasit              |                                  |                                                            | 2 Autobomben                       | Zivilisten                                    | 12      | 50        | Irakischer Widerstand               |
| 07. August 2010 | Irak             | Anschlag in Basra              |                                  |                                                            | 3 Autobomben                       | Markt, Zivilisten                             | 43      | 185       | Irakischer Widerstand               |
| 08. August 2010 | Irak             | Anschlag in Ramadi             |                                  |                                                            | Selbstmordattentäter mit Autobombe | Regierungsgebäude, Polizeistreife, Zivilisten | 8 (+1)  | 50        | Irakischer Widerstand               |
| 08. August 2010 | Irak             | Anschlag in Ramadi             |                                  |                                                            | Autobombe                          | Tankstelle                                    | 6       | 29        | Irakischer Widerstand               |
| 14. August 2010 | Afghanistan      | Anschlag in Helmand            | vermutlich Taliban               | deobandisch-fundamentalistisch, paschtunisch, islamistisch | Sprengsatz                         | Zivilisten                                    | 5       | 20        | Krieg in Afghanistan                |
| 17. August 2010 | Irak             | Anschlag in Bagdad             | vermutlich Islamic State of Iraq | salafistisch, wahhabitisch                                 | Selbstmordattentäter               | Armeerekrutierungszentrum                     | 57 (+1) | 123       | Irakischer Widerstand               |
| 17. August 2010 | Irak             | Anschlag in Bagdad             |                                  |                                                            | Sprengsatz                         | Tankwagen                                     | 8       | 44        | Irakischer Widerstand               |
| 17. August 2010 | Russland         | Anschlag in Pjatigorsk         |                                  |                                                            | Autobombe                          | Café                                          | 0       | 30        | Russisch-Tschetschenischer Konflikt |
| 19. August 2010 | Afghanistan      | Anschlag in Helmand            | Taliban                          | deobandisch-fundamentalistisch, paschtunisch, islamistisch |                                    | Kontrollpunkte                                | 30      | 15        | Krieg in Afghanistan                |
| 23. August 2010 | Pakistan         | Anschlag in Khyber Pakhtunkhwa |                                  |                                                            | Selbstmordattentäter               | Moschee                                       | 40 (+1) | 30        | Konflikt in Nordwest-Pakistan       |
| 25. August 2010 | Mauretanien      | Anschlag in Hodh Ech Chargui   | al-Qaida im Maghreb              | wahhabitisch, salafistisch                                 | Selbstmordattentäter mit Autobombe | Militärkaserne                                | 0 (+1)  | 0         |                                     |
| 25. August 2010 | Irak             | Anschlag in Bagdad             |                                  |                                                            | Selbstmordattentäter mit Autobombe | Polizeistation                                | 15 (+1) | 56        | Irakischer Widerstand               |
| 25. August 2010 | Irak             | Anschlag in Kut                |                                  |                                                            | Selbstmordattentäter mit Autobombe | Polizeistation                                | 16 (+1) | 87        | Irakischer Widerstand               |
| 25. August 2010 | Irak             | Anschlag in Kerbela            |                                  |                                                            | Autobombe                          | Polizeistation                                | 1       | 29        | Irakischer Widerstand               |
| 25. August 2010 | Irak             | Anschlag in Dudschail          |                                  |                                                            | Autobombe                          | Polizeistation                                | 0       | 20        | Irakischer Widerstand               |
| 25. August 2010 | Afghanistan      | Anschlag in Kabul              | vermutlich Taliban               | deobandisch-fundamentalistisch, paschtunisch, islamistisch | Giftgas                            | Mädchenschule                                 | 0       | 46        | Krieg in Afghanistan                |
| 31. August 2010 | Somalia          | Anschlag nahe Mogadischu       |                                  |                                                            | Sprengsatz                         | Busse                                         | 15      | 30        | Somalischer Bürgerkrieg             |

## September
| Datum/Beginn       | Betroffenes Land | Anschlag                   | Täter                                     | Politische Ausrichtung                                     | Mittel                               | Ziel                                   | Tote    | Verletzte | Hintergrund                   |
| ------------------ | ---------------- | -------------------------- | ----------------------------------------- | ---------------------------------------------------------- | ------------------------------------ | -------------------------------------- | ------- | --------- | ----------------------------- |
| 02. September 2010 | Sudan            | Anschlag in Schamal Darfur |                                           |                                                            | Maschinengewehre                     | Zivilisten                             | 41      | 50        | Darfur-Konflikt               |
| 03. September 2010 | Tadschikistan    | Anschlag in Chudschand     | vermutlich Islamische Bewegung Usbekistan | islamistisch                                               | 2 Selbstmordattentäter mit Autobombe | Polizeistation                         | 2 (+2)  | 25        |                               |
| 03. September 2010 | Pakistan         | Anschlag in Lahore         | TTP, Lashkar-e-Jhangvi                    | deobandisch, islamisch-fundamentalistisch, salafistisch    | 3 Selbstmordattentäter               | Schiiten-Prozession                    | 37 (+3) | 200+      | Konflikt in Nordwest-Pakistan |
| 03. September 2010 | Pakistan         | Anschlag in Quetta         | TTP, Lashkar-e-Jhangvi                    | deobandisch, islamisch-fundamentalistisch, salafistisch    | Selbstmordattentäter                 | Zivilisten bei schiitischer Kundgebung | 65 (+1) | 150       | Konflikt in Nordwest-Pakistan |
| 05. September 2010 | Afghanistan      | Anschlag in Ghazni         | vermutlich Taliban                        | deobandisch-fundamentalistisch, paschtunisch, islamistisch | Sprengsatz                           | Moschee                                | 0       | 45        | Krieg in Afghanistan          |
| 09. September 2010 | Russland         | Anschlag in Wladikawkas    | Rijadus-Salichin                          | autonomistisch-tschetschenisch, islamistisch               | Selbstmordattentäter mit Autobombe   | Markt, Zivilisten                      | 17 (+1) | 173       | Aufstand im Nordkaukasus      |
| 19. September 2010 | Irak             | Anschlag in Bagdad         | ISI                                       | salafistisch, wahhabitisch                                 | Selbstmordattentäter mit Autobombe   | Telekommunikationsgebäude              | 6 (+1)  | 51        | Irakischer Widerstand         |
| 19. September 2010 | Irak             | Anschlag in Bagdad         | ISI                                       | salafistisch, wahhabitisch                                 | Autobombe                            | Nationales Sicherheitsministerium      | 21      | 70        | Irakischer Widerstand         |
| 21. September 2010 | Irak             | Anschlag in Hilla          |                                           |                                                            | 3 Sprengsätze                        | Zivilisten                             | 3       | 40        | Irakischer Widerstand         |
| 22. September 2010 | Iran             | Anschlag in Mahabad        |                                           |                                                            | Sprengsatz                           | Zivilisten                             | 12      | 81        |                               |

## Oktober
| Datum/Beginn     | Betroffenes Land | Anschlag                   | Täter                 | Politische Ausrichtung                    | Mittel                          | Ziel                   | Tote    | Verletzte | Hintergrund                   |
| ---------------- | ---------------- | -------------------------- | --------------------- | ----------------------------------------- | ------------------------------- | ---------------------- | ------- | --------- | ----------------------------- |
| 01. Oktober 2010 | Nigeria          | Anschlag in Abuja          | MEND                  | regionalistisch                           | 2 Autobomben                    | Polizisten, Zivilisten | 11      | 40        | Konflikt im Nigerdelta        |
| 07. Oktober 2010 | Pakistan         | Anschlag in Karatschi      | TTP                   | deobandisch, islamisch-fundamentalistisch | 2 Selbstmordattentäter, Granate | Schrein, Zivilisten    | 8 (+1)  | 64        | Konflikt in Nordwest-Pakistan |
| 10. Oktober 2010 | Uganda           | Anschlag in Gulu           | vermutlich LRA        | christlich                                | Granaten                        | Tanzhallen             | 9       | 60        | LRA-Konflikt                  |
| 21. Oktober 2010 | Philippinen      | Anschlag in North Cotabato |                       |                                           | Sprengsatz                      | Passagierbus           | 10      | 30        | Moro-Konflikt                 |
| 22. Oktober 2010 | Pakistan         | Anschlag in Peschawar      |                       |                                           | Sprengsatz                      | Moschee                | 5       | 22        | Konflikt in Nordwest-Pakistan |
| 29. Oktober 2010 | Irak             | Anschlag in Baladruz       |                       |                                           | Selbstmordattentäter            | Café                   | 25 (+1) | 70        | Irakischer Widerstand         |
| 31. Oktober 2010 | Irak             | Anschlag in Bagdad         | Islamic State of Iraq | salafistisch, wahhabitisch                | Geiselnahme                     | Kirche                 | 53 (+5) | 75        | Irakischer Widerstand         |

## November
| Datum/Beginn      | Betroffenes Land | Anschlag                    | Täter                                 | Politische Ausrichtung                                                                      | Mittel                             | Ziel                   | Tote    | Verletzte | Hintergrund                   |
| ----------------- | ---------------- | --------------------------- | ------------------------------------- | ------------------------------------------------------------------------------------------- | ---------------------------------- | ---------------------- | ------- | --------- | ----------------------------- |
| 02. November 2010 | Irak             | Anschlagsserie in Bagdad    | al-Qaida im Irak, IS                  | salafistisch, wahhabitisch, panislamisch, antikommunistisch, antizionistisch, antisemitisch | 15 Autobomben, 5 Sprengsätze       | Schiitische Zivilisten | 64      | 360       | Irakischer Widerstand         |
| 05. November 2010 | Pakistan         | Anschlag in Darra Adam Khel | TTP                                   | deobandisch, islamisch-fundamentalistisch                                                   | Selbstmordattentäter               | Moschee                | 95 (+1) | 27        | Konflikt in Nordwest-Pakistan |
| 05. November 2010 | Pakistan         | Anschlag in Peschawar       |                                       |                                                                                             | 3 Granaten                         | Moschee                | 3       | 20        | Konflikt in Nordwest-Pakistan |
| 08. November 2010 | Irak             | Anschlag in Basra           |                                       |                                                                                             | Autobombe                          |                        | 10      | 35        | Irakischer Widerstand         |
| 08. November 2010 | Irak             | Anschlag in Kerbela         |                                       |                                                                                             | Autobombe                          | Iranische Pilger       | 9       | 34        | Irakischer Widerstand         |
| 11. November 2010 | Pakistan         | Anschlag in Islamabad       | TTP                                   | deobandisch, islamisch-fundamentalistisch                                                   | Autobombe, Schusswaffen            | Polizeigebäude         | 15      | 100       | Konflikt in Nordwest-Pakistan |
| 26. November 2010 | Jemen            | Anschlag in Saʿda           | al-Qaida auf der Arabischen Halbinsel | salafistisch, antizionistisch, antisemitisch                                                | Selbstmordattentäter mit Autobombe | Beerdigung             | 40 (+1) | 12        | Huthi-Konflikt                |

## Dezember
| Datum/Beginn      | Betroffenes Land | Anschlag                       | Täter                        | Politische Ausrichtung                                | Mittel                                      | Ziel                          | Tote    | Verletzte | Hintergrund                   |
| ----------------- | ---------------- | ------------------------------ | ---------------------------- | ----------------------------------------------------- | ------------------------------------------- | ----------------------------- | ------- | --------- | ----------------------------- |
| 04. Dezember 2010 | Irak             | Anschlag in Bagdad             |                              |                                                       | Autobombe                                   | Iranische Zivilisten          | 6       | 42        | Irakischer Widerstand         |
| 04. Dezember 2010 | Irak             | Anschlag in Bagdad             |                              |                                                       | Autobombe                                   | Iranische Zivilisten, Bus     | 2       | 28        | Irakischer Widerstand         |
| 06. Dezember 2010 | Pakistan         | Anschlag in Mohmand            | TTP                          | deobandisch, islamisch-fundamentalistisch             | 2 Selbstmordattentäter mit Motorradbomben   | Stammesältere                 | 50 (+2) | 60        | Konflikt in Nordwest-Pakistan |
| 07. Dezember 2010 | Indien           | Anschlag in Varanasi           | Indian Mujahideen            | islamisch-fundamentalistisch, panislamisch            | Sprengsatz                                  | Hindu-Tempel                  | 2       | 20        |                               |
| 08. Dezember 2010 | Pakistan         | Anschlag in Khyber Pakhtunkhwa |                              |                                                       | Selbstmordattentäter                        | Zivilisten                    | 19 (+1) | 20        | Konflikt in Nordwest-Pakistan |
| 11. Dezember 2010 | Schweden         | Anschlag in Stockholm          | Taimour Abdulwahab al-Abdaly | islamistisch                                          | Selbstmordattentäter, Autobombe             |                               | 0 (+1)  | 2         |                               |
| 11. Dezember 2010 | Irak             | Anschlag in Bagdad             |                              |                                                       | Selbstmordattentäter mit Autobombe          | Iranische Touristen in Bus    | 2 (+1)  | 28        | Irakischer Widerstand         |
| 12. Dezember 2010 | Irak             | Anschlag in Ramadi             |                              |                                                       | 2 Sprengsätze                               | Regierungsgebäude, Polizisten | 17      | 23        | Irakischer Widerstand         |
| 13. Dezember 2010 | Irak             | Anschlag in Baladruz           |                              |                                                       | Selbstmordattentäter                        | Zivilisten                    | 4 (+1)  | 20        | Irakischer Widerstand         |
| 14. Dezember 2010 | Irak             | Anschlag in Baladruz           |                              |                                                       | Sprengsatz                                  | Schiitische Pilger            | 2       | 22        | Irakischer Widerstand         |
| 15. Dezember 2010 | Iran             | Anschlag in Tschahbahar        | Dschundollah                 | sunnitisch-islamistisch, belutschisch-nationalistisch | Selbstmordattentäter                        | Zivilisten                    | 39 (+1) | 50        |                               |
| 16. Dezember 2010 | Pakistan         | Anschlag in Peschawar          |                              |                                                       | Granate                                     | Zivilisten                    | 1       | 25        | Konflikt in Nordwest-Pakistan |
| 20. Dezember 2010 | Kenia            | Anschlag in Nairobi            | vermutlich al-Shabaab        | wahhabitisch, islamistisch                            | Sprengsatz                                  | Bushaltestelle, Zivilisten    | 2 (+1)  | 40        | Somalischer Bürgerkrieg       |
| 24. Dezember 2010 | Nigeria          | Anschlag in Jos                | Boko Haram                   | wahhabitisch, islamistisch                            | 4 Sprengsätze                               | Markt, Zivilisten             | 38      | 74        | Scharia-Konflikt in Nigeria   |
| 24. Dezember 2010 | Nigeria          | Anschlag in Maiduguri          | Boko Haram                   | wahhabitisch, islamistisch                            | Schusswaffen, Brandstiftung                 | Kirche                        | 5       | 25        | Scharia-Konflikt in Nigeria   |
| 25. Dezember 2010 | Pakistan         | Anschlag in Bajaur             | TTP                          | deobandisch, islamisch-fundamentalistisch             | Selbstmordattentäterin                      | Stammesmitglieder             | 47 (+1) | 72        | Konflikt in Nordwest-Pakistan |
| 27. Dezember 2010 | Irak             | Anschlag in Ramadi             |                              |                                                       | 2 Selbstmordattentäter, einer mit Autobombe | Bankgebäude, Polizisten       | 22 (+2) | 64        | Irakischer Widerstand         |
| 31. Dezember 2010 | Nigeria          | Anschlag in Abuja              | vermutlich Boko Haram        | wahhabitisch, islamistisch                            | Sprengsatz                                  | Zivilisten                    | 11      | 26        | Scharia-Konflikt in Nigeria   |